# Fanny Ardant
Fanny Marguerite Judith Ardant (Saumur (Maine-et-Loire), 22 maart 1949) is een Franse actrice en regisseuse.

## Biografie
Fanny Ardant is afkomstig van Limoges, haar vader was officier bij de cavalerie. Tot haar zeventiende woonde ze in Monaco waar haar vader Jean Ardant, die bevriend was met prins Rainier, gouverneur van het paleis werd.
Na haar studies aan het Institut d'études politiques d'Aix-en-Provence waar zij promoveert in de sectie « Relations internationales », besluit ze door haar passie voor het theater om actrice te worden. In 1974 maakte ze haar debuut op de planken; ze vertolkte o.a. rollen in Racine, Claudel en Montherlant.

### Filmcarrière
Haar eerste filmrol in Marie-poupée van Joël Séria, in 1976, wordt opgemerkt door het publiek. Fanny Ardant draait meerdere films voor televisie, waarvan sommigen zoals Les Dames de la côte van Nina Companeez, de belangstelling wekken van François Truffaut, die op zoek is naar een actrice voor zijn films La Femme d'à côté (1981) en Vivement dimanche! (1983). Zij krijgen een verhouding en Fanny Ardant zal de laatste levensgezellin van François Truffaut worden.
Fanny Ardant werkt ook samen met Vittorio Gassman in Benvenuta (1983) van André Delvaux en La vie est un roman (1983) van Alain Resnais, naast Géraldine Chaplin. Na de dood van François Truffaut in 1984, speelt ze mee in films zoals Un amour de Swann (1984) van Volker Schlöndorff, met Ornella Muti, Michele Placido en Alain Delon, Conseil de famille (1986) van Costa-Gavras, met Johnny Hallyday, en La famiglia (1986), van Ettore Scola, opnieuw met Gassman.
Na enkele minder succesvolle films verschijnt ze in Le Colonel Chabert (1994) van Yves Angelo, Sabrina (1995) van Sydney Pollack en vooral, Par-delà les nuages (1995) van Michelangelo Antonioni met Marcello Mastroianni, Inés Sastre en Claudia Cardinale. Zij speelt samen met Mastroianni in Les Cent et Une Nuits (1995) van Agnès Varda, en behaalt een César voor beste actrice voor haar vertolking in de komedie Pédale douce (1996) van Gabriel Aghion. Zij vertolkt ook een rol in La cena, 1998) van Ettore Scola, de laatste samenwerking van het duo Ardant-Gassman voor het overlijden van deze laatste.
De jaren 2000 bieden haar belangrijke rollen in Sin noticias de Dios (2001) van Agustín Díaz Yanes, 8 Femmes (2002), van François Ozon, met Danielle Darrieux, Catherine Deneuve, Virginie Ledoyen, Emmanuelle Béart, Isabelle Huppert et Ludivine Sagnier, Callas Forever van Franco Zeffirelli (2002) en L'Odore del sangue (2004) van Mario Martone met Michele Placido.
In 2009 verwezenlijkt Fanny Ardant haar eerste speelfilm Cendres et Sang.

### Polemiek in Italië
In 2007 haalt Fanny Ardant zich de woede van de Italiaanse politieke wereld en de familieleden van de slachtoffers op de hals door in een interview te verklaren dat zij Renato Curcio, stichter van de Rode Brigades als "een held" beschouwt. Piero Mazzola, zoon van een politieofficier die door de Rode Brigades werd neergeschoten in 1974 dient klacht in tegen de actrice. Fanny Ardant heeft zich nadien verontschuldigd : "Je comprends que des gens m'aient traitée d'idiote. Je ne leur donne pas tort. Je ne suis pas une politicienne, je n'ai pas d'expérience. Je ne suis qu'une actrice, une personne ordinaire"
.

### Privéleven
Zij is moeder van drie dochters.

## Filmografie

### Regie
- 2009 - Cendres et Sang
- 2010 - Chimères absentes (korte film)
- 2013 - Cadences obstinées

### Acteerwerk

#### Speelfilms
| - 1976 - Marie-poupée (Joël Séria) - 1979 - Les Chiens (Alain Jessua) - 1981 - Les Uns et les Autres (Claude Lelouch) - 1981 - La femme d'à côté (François Truffaut) - 1982 - La vie est un roman (Alain Resnais) - 1983 - Vivement dimanche! (François Truffaut) - 1983 - Benvenuta (André Delvaux) - 1983 - Un amour de Swann (Volker Schlöndorff) - 1983 - Desiderio (Anna Maria Tatò) - 1984 - L'Amour à mort (Alain Resnais) - 1985 - L'Été prochain (Nadine Trintignant) - 1985 - Les Enragés (Pierre-William Glenn) - 1986 - Conseil de famille (Costa-Gavras) - 1986 - Le Paltoquet (Michel Deville) - 1986 - Mélo (Alain Resnais) - 1987 - La famiglia (Ettore Scola) - 1988 - Pleure pas my love (Tony Gatlif) - 1988 - Trois Sœurs (Margarethe von Trotta) - 1989 - Australia (Jean-Jacques Andrien) - 1990 - Aventures de Catherine C (Pierre Beuchot) - 1990 - Rien que des mensonges (Paule Muret) - 1992 - Double Vie (Mark Peploe) - 1992 - La Femme du déserteur (Michal Bat-Adam) - 1992 - Amok (Joël Farges) - 1993 - François Truffaut, portraits volés (Serge Toubiana en Michel Pascal) - 1993 - Le Colonel Chabert (Yves Angelo) - 1994 - Les Cent et Une Nuits de Simon Cinéma (Agnès Varda) - 1995 - Par-delà les nuages (Al di là delle nuvole) (Michelangelo Antonioni) - 1995 - Sabrina (Sydney Pollack) - 1996 - Désiré (Bernard Murat) - 1996 - Pédale douce (Gabriel Aghion) - 1996 - Ridicule (Patrice Leconte) - 1998 - Elizabeth (Shekhar Kapur) - 1998 - La cena (Ettore Scola) - 1999 - Augustin, roi du kung-fu (Anne Fontaine) - 1999 - La Débandade (Claude Berri) - 1999 - Le Fils du Français (Gérard Lauzier) | - 2000 - Le Libertin (Gabriel Aghion) - 2000 - Change-moi ma vie (Liria Begeja) - 2001 - 8 femmes (François Ozon) - 2001 - Callas Forever (Franco Zeffirelli) - 2001 - Sans nouvelles de Dieu (Agustín Díaz Yanes) - 2003 - Nathalie (Anne Fontaine) - 2003 - El ano del deluvio (Jaime Chavarri) - 2003 - L'Odeur du sang (Mario Martone) - 2006 - Paris, je t'aime (Richard LaGravenese) - 2006 - Emeth (Avi Nesher) - 2007 - Roman de gare (Claude Lelouch onder pseudoniem Hervé Picard) - 2007 - L'Ora di Punta (Vincenzo Marra) - 2007 - Il Divo (Paolo Sorrentino) - 2008 - Hello Goodbye (Graham Guit) - 2008 - Ha-Sodot (The Secrets) (Avi Nesher) - 2009 - Visage (Tsai Ming-liang) - 2009 - Trésor (Claude Berri et François Dupeyron) - 2010 - You Never Left (Youssef Nabil) - 2011 - Interno giorno (Tommaso Rossellini) - 2012 - Le Guetteur (Michele Placido) - 2013 - La grande bellezza (cameo) (Paolo Sorrentino) - 2013 - Les Beaux Jours (Marion Vernoux) - 2014 - Casanova Variations (Michael Sturminger) - 2014 - Chic! (Jérôme Cornuau) - 2016 - Five (Igor Gotesman) - 2016 - For This Is My Body (Paule Muret) - 2017 - Lola Pater (Nadir Moknèche) - 2018 - Ma mère est folle (Diane Kurys) - 2019 - La Belle Époque (Nicolas Bedos) - 2020 - ADN (Maïwenn) - 2022 - Les Jeunes Amants (Carine Tardieu) |

#### Televisie
- 1978 : Le Mutant van Jacques Toublanc-Michel
- 1979 : La Muse et la madonne van Nina Companeez
- 1979 : Ego van Jean-Marie Marcel
- 1979 : Les Dames de la côte van Nina Companeez
- 1980 : Histoires extraordinaires : La Chute de la maison Usher van Alexandre Astruc
- 1980 : Mémoires de deux jeunes mariées van Marcel Cravenne
- 1981 : Les bons bourgeois van Pierre Desfons
- 1981 : Le Chef de famille van Nina Companeez
- 1984 : Mademoiselle Julie van Yves-André Hubert
- 1984 : Vivement Truffaut ! van François Truffaut
- 1985 : L'Altro enignma / Affabulazione van Vittorio Gassman et Carlo Tuzii
- 1986 : Piazza Novena van Gianfranco Lazotti
- 1987 : Médecins des hommes : Biafra, le pays du soleil levant van Laurent Heynemann
- 1988 : La Grande cabriole van Nina Companeez
- 1993 : L'Aide-mémoire van Pierre Desfons
- 1999 : Balzac van Josée Dayan
- 2011 : Raspoutine van Josée Dayan
- 2012 : Nos retrouvailles van Josée Dayan
- 2012 : Miroir mon Amour van Siegrid Alnoy
- 2013 : Le Clan des Lanzac van Josée Dayan
- 2014 : Résistance van Miguel Courtois

#### Theaterrollen
- 1974 Polyeucte van Pierre Corneille – regie : Dominique Leverd
- 1976 Le maitre de Santiago van Henry de Montherlant – regie : Dominique Leverd
- 1977 Esther van Jean Racine – regie : Dominique Delouche
- 1978 Electre van Jean Racine - regie : Dominique Leverd
- 1979 Tête d'or van Paul Claudel – regie : Dominique Leverd
- 1980 Les bons bourgeois van René de Obaldia – regie : Jacques Rosny
- 1983 Mademoiselle Julie van August Strindberg – regie: Andréas Voutsinas
- 1987 Don Juan van Molière – regie : Francis Huster
- 1990 Comme tu me veux van Luigi Pirandello – regie: Maurice Attias
- 1992-94 L'aide mémoire van Jean-Claude Carrière – regie : Bernard Murat
- 1995-96 La musica deuxième van Marguerite Duras – regie : Bernard Murat Théâtre de la Gaîté Montparnasse Festival d'AnjouTournée
- 1997 Master Class van Terence Mc Nally, bewerking Pierre Laville – regie : Roman Polanski Théâtre de la Porte Saint Martin
- 1998 Deux Phedre - Antoine Bourseiller Festival de Gordes
- 2002 Sarah van John Murell, bewerking Eric-Emmanuel Schmitt – regie: Bernard Murat
- 2004 : Médée van Luigi Cherubini, vertelster, regie Jean-Paul Scarpitta, Arènes de Nîmes
- 2004 : La Bête dans la jungle van James Lord, bewerking van Marguerite Duras, regie Jacques Lassalle, Théâtre de la Madeleine
- 2006 : Le Journal de Jules Renard van Jules Renard, vertelster met Jean-Louis Trintignant
- 2006 : La Maladie de la mort van Marguerite Duras, regie Bérangère Bonvoisin, Théâtre de la Madeleine
- 2006 : Médée van Euripide, vertelster
- 2008 : Véronique opérette d'André Messager, regie in Théâtre du Châtelet
- 2009 : Music-hall van Jean-Luc Lagarce, regie Lambert Wilson, Théâtre des Bouffes du Nord
- 2009 : L'Histoire du Soldat d'Igor Stravinski et Charles Ferdinand Ramuz, regie Kolja Blacher, Théâtre La Fenice : vertelster
- 2010 : Jeanne d'Arc au bûcher d'Arthur Honegger et Paul Claudel, regie Bertrand de Billy, Festival van Salzbourg : Jeanne
- 2011 : L'Année de la pensée magique van Joan Didion, regie Thierry Klifa, Théâtre de l'Atelier : Joan
- 2013 Oedipus Rex, van Igor Stravinsky (rol van vertelster) - met het London Symphony Orchestra onder leiding van John Eliot Gardiner
- 2014 : Des journées entières dans les arbres van Marguerite Duras, regie Thierry Klifa, Théâtre de la Gaîté Montparnasse

## Prijzen en nominaties

### Prijzen
- 1997 - Pédale douce: César voor beste actrice
- 1997 - Pédale douce: Lumière voor beste actrice
- 2020 - La Belle Époque: César voor beste actrice in een bijrol

### Nominaties
voor César voor beste actrice
- 1982 - la Femme d'à côté
- 1984 - Vivement dimanche!
- 2002 - 8 Femmes
- 2014 - Les Beaux Jours
- 2021 - ADN

## Over Fanny Ardant
- Anarchisme et surréalisme Mémoire de l’I.E.P. d’Aix-en-Provence, 1971.

- Bibsys: 4080300
- Biblioteca Nacional de España: XX1267074
- Bibliothèque nationale de France: cb13890854z (data)
- Catàleg d'autoritats de noms i títols de Catalunya: 981058508502706706
- CiNii: DA13913695
- Gemeinsame Normdatei: 122843649
- International Standard Name Identifier: 0000 0001 2148 7880
- Library of Congress Control Number: n97878454
- Nationale Bibliotheek van Letland: 000242945
- MusicBrainz: e8750053-93a1-45e5-975d-7a138781c90d
- Nationale Bibliotheek van Tsjechië: ola2002146934
- Nationale bibliotheek van Australië: 35816293
- Nationale Bibliotheek van Israël: 987007330774005171
- Nationale Bibliotheek van Polen: a0000002126986
- Nederlandse Thesaurus van Auteursnamen: 073879703
- Réseau des bibliothèques de Suisse occidentale: 02-A005738651
- Istituto Centrale per il Catalogo Unico: RAVV096849
- SNAC: w6542vg4
- Système universitaire de documentation: 077445554
- Virtual International Authority File: 117976129
- WorldCat: E39PBJycKxFWpkQpKgyxGYCmh3